# Малкият вампир
„Малкият вампир“ (на английски: The Little Vampire) е компютърно анимиран филм от 2017 година на режисьора Ричард Клаус и Карстън Килерих и е базиран на едноименната поредица от детски книги на Ангела Зомер‑Боденбург.
Световната премиера на филма е във Нидерландия на 5 октомври 2017 г. Пуснат е във Германия, Дания и Италия на 26 октомври 2017 г. и във Великобритания на 25 май 2018 г. Получи 19,767 адмирации в датските кина, и спечели световен мащаб от $13,808,590.
Филмът получи негативни отзиви от критиците.
В България филмът е пуснат на 27 октомври 2017 г. от A+Films.
На 18 април 2019 г. е пуснат на DVD.

### Синхронен дублаж
| Роля                | Изпълнител       |
| ------------------- | ---------------- |
| Рудолф Саквил-Баг   | Камен Асенов     |
| Тони Томпсън        | Живко Джуранов   |
| Рукъри              | Стоян Цветков    |
| Мани                | Петър Бонев      |
| Ана Саквил-Баг      | Татяна Етимова   |
| Фредерик Саквил-Баг | Иван Велчев      |
| Фрида Саквила-Баг   | Петя Абаджиева   |
| Боб Томпсън         | Момчил Степанов  |
| Доти Томпсън        | Елена Русалиева  |
| Ото                 | Калин Арсов      |
| Ема                 | Василка Сугарева |
| Гернот              | Любомир Младенов |
| Уълфтръд            | Лидия Вълкова    |
| Леля Ашли           | Ася Рачева       |